# 柔の道
『柔の道』（やわらのみち）は、株式会社キーズファクトリーが運営していた柔道ゲームのiモードサイト。2009年5月に配信が終了した。

## ゲーム内容
プレイヤーはとある道場の最高師範。自分の道場を日本一に発展させていくことがこのゲームの目標である。（ただしクリアすることではない）
選手の発掘・育成で門下生を増やし、門下生で他のプレイヤーの道場に道場破りをして自道場の知名度をアップさせる。また昇段試験で門下生を一定の段位にすることにより、引退時期（門下生になり一定期間が経過）を迎えると師範として登録される。師範は大会などの特殊な試合に参加させることができる。